# Білохолуницьке міське поселення
Білохолуни́цьке міське поселення (рос. Белохолуницкое городское поселение) — адміністративна одиниця у складі Білохолуницького району Кіровської області Росії. Адміністративний центр поселення — місто Біла Холуниця.

## Історія
Станом на 2002 рік на території сучасного поселення існували такі адміністративні одиниці:
- місто Біла Холуниця (місто Біла Холуниця)
- Великопольський сільський округ (присілки Велике Поле, Корюшкіно, Пасегово, Травне)
- Федосієвський сільський округ (присілки Кінчино, Нікони, Повишево, Федосята, Шитово)

Поселення були утворені згідно із законом Кіровської області від 7 грудня 2004 року № 284-ЗО у рамках муніципальної реформи шляхом перетворення та об'єднання міста Біла Холуниця, Великопольського та Федосієвського сільських округів.

## Населення
Населення поселення становить 11526 осіб (2017; 11614 у 2016, 11679 у 2015, 11751 у 2014, 11882 у 2013, 12115 у 2012, 12308 у 2010, 13227 у 2002).

## Склад
До складу поселення входять 10 населених пунктів:
| Населений пункт       | Населення, осіб (2002) | Населення, осіб (2010) |
| --------------------- | ---------------------- | ---------------------- |
| Біла Холуниця, місто  | 11975                  | 11232                  |
| Велике Поле, присілок | 516                    | 454                    |
| Кінчино, присілок     | 0                      | 3                      |
| Корюшкіно, присілок   | 7                      | 4                      |
| Нікони, присілок      | 4                      | 0                      |
| Пасегово, присілок    | 165                    | 124                    |
| Повишево, присілок    | 2                      | 0                      |
| Травне, присілок      | 0                      | 0                      |
| Федосята, присілок    | 534                    | 481                    |
| Шитово, присілок      | 24                     | 10                     |